# Анвоал
Анвоал (фр. Hanvoile) насеље је и општина у североисточној Француској у региону Пикардија, у департману Оаза која припада префектури Бове.
По подацима из 2011. године у општини је живело 622 становника, а густина насељености је износила 105,78 становника/km². Општина се простире на површини од 5,88 km². Налази се на средњој надморској висини од 150 метара (максималној 208 m, а минималној 115 m).

## Демографија
| 1962. | 1968. | 1975. | 1982. | 1990. | 1999. | 2011. |
| ----- | ----- | ----- | ----- | ----- | ----- | ----- |
| 363   | 392   | 384   | 407   | 432   | 502   | 622   |

График промене броја становника у току последњих година